# Степанов, Вениамин Петрович
Вениамин Петрович Степанов (род. 21 сентября 1939, Памятное, Челябинская область) — председатель Курганского областного суда (1980—1986), судья Верховного суда Российской Федерации (1986—2009). Заслуженный юрист Российской Федерации (2000).

## Биография
Вениамин Петрович Степанов родился 21 сентября 1939 года в селе Памятном Памятинского сельсовета Белозерского района Челябинской области, ныне село входит в Белозерский муниципальный округ Курганская область.
В 1957 году окончил Памятинскую среднюю школу.
В 1959 году окончил Курганское техническое училище, работал слесарем-мотористом, шофёром Курганского пассажирского автохозяйства.
В 1961 году поступил в Свердловский юридический институт.
С 1962 по 1965 год служил в Группе советских войск в Германии.
В 1967 году избран судьёй Притобольного районного суда.
В 1968 году окончил Свердловский юридический институт по специальности «правоведение».
Работал народным судьёй Курганского городского народного судоа.
В 1973 году окончил Республиканские курсы повышения квалификации работников юстиции РСФСР. С 1973 по 1976 год — член Курганского областного суда.
С 1976 года работал заместителем председателя Курганского областного суда.
С 1980 по 1986 год — председатель Курганского областного суда.
С октября 1986 года — судья Верховного суда РСФСР. С 12 июля 1994 года — судья Верховного суда Российской Федерации.
В 2005 года решением Высшей квалификационной коллегии судей полномочия Степанова были прекращены в связи с достижением предельного возраста (65 лет) пребывания в должности судьи. Однако Степанов продолжил исполнять полномочия судьи в соответствии с законом «О статусе судей в РФ». 25 января 2006 года вновь назначен на должность судьи Верховного суда Российской Федерации.
В 2009 году полномочия судьи Верховного суда Российской Федерации В. П. Степанова были прекращены.
Дальнейшая судьба неизвестна.

## Награды и звания
- Звание «Заслуженный юрист Российской Федерации», 7 июня 2000 года[6]
- Судья высшего квалификационного класса,